# 斯洛伐克共产主义者联盟
斯洛伐克共产主义者联盟（缩写为ZKS）是斯洛伐克历史上的一个共产主义政党。1990年，斯洛伐克共产党内部出现一个名为“斯共共产主义重建纲领”的派系。1991年3月19日，该派系在斯洛伐克内政部注册成立新党——斯洛伐克共产主义者联盟。1992年8月29日，该党与斯洛伐克共产党—91合并为新的斯洛伐克共产党。